# 张震东
张震东（1907年—1984年4月15日），男，安徽六安人，中国人民解放军开国少将。曾任安徽省军区副司令员，第五届全国政协委员。

## 生平
1907年1月（一说8月）出生于安徽省六安县独山镇四十里岗。1928年参加中国工农红军，1929年加入中国共产党。历任黄安独立师连长，红25军第73师营长、副团长，鄂豫皖苏区红28军第82师参谋长、副师长，红25军第73师第218团团长、第75师第225团团长等职。1934年11月随第225团参加长征。1935年9月与陕北红军胜利会师，完成长征。随后任红15军团陕北补充师师长，下辖6个县团。1936年12月，赴陕北延安红军大学二期学习。1937年七七事变后，历任新四军第1支队第2团副参谋长、抗日挺进支队参谋长、司令员，江南指挥部苏皖支队参谋长，苏北指挥部第3纵队参谋长，新四军第1师第3旅参谋长，第1师兼苏中军区参谋处处长，苏中军区第4军分区副司令员、司令员等职。参加过郭村战斗和黄桥战役。1945年后，历任华中野战军第1师第1旅旅长，华东野战军第4纵队第10师师长，苏北军区第9分区司令员，长江纵队司令员，苏北军区司令员等职。1954年任安徽省军区副司令员。1978年离休。1955年，授予中国人民解放军少将。
1952年，在三反运动中受到冲击。1980年12月，恢复正军职待遇。1981年4月，获得平反，恢复名誉。1983年3月，获中央军事委员会批准享受正兵团职待遇。
1984年4月15日在南京市逝世。

## 荣誉
- 一级八一勋章
- 二级独立自由勋章
- 一级解放勋章

## 家庭
- 夫人：高英[8]